# Эль-Туни, Хадр
Хадр Эль-Сайед Эль-Туни (араб. خضر السيد التوني‎, 15 марта 1915, Каир — 22 сентября 1956, Хелуан) — египетский тяжелоатлет. Олимпийский чемпион 1936 года, участник летних Олимпийских игр 1948 года, трёхкратный чемпион мира 1946, 1949 и 1950 годов, бронзовый призёр чемпионата мира 1951 года.

## Биография
Хадр Эль-Туни родился 15 декабря 1916 года в египетском городе Каир.
Начал заниматься поднятием тяжестей, учась в школе.
Выступал в соревнованиях по тяжёлой атлетике за клуб «Шубра» из Каира.
В 1936 году вошёл в состав сборной Египта на летних Олимпийских играх в Берлине. Выступал в весовой категории до 75 кг и завоевал золотую медаль, подняв в троеборье 387,5 кг (120 кг в рывке, 150 кг в толчке, 117,5 кг в жиме). По ходу выступления установил девять олимпийских рекордов (три в жиме, по два в рывке, толчке и сумме троеборья), три из них были мировыми.
В 1948 году вошёл в состав сборной Египта на летних Олимпийских играх в Лондоне. Выступал в весовой категории до 75 кг и занял 4-е место, подняв в троеборье 380 кг (117,5 кг в рывке, 142,5 кг в толчке, 120 кг в жиме), уступив 10 кг завоевавшему золото Фрэнку Спеллману из США. По ходу выступления установил олимпийский рекорд в жиме. Эль-Туни участвовал в соревнованиях, несмотря на обострившийся аппендицит.
Трижды завоёвывал золотые медали чемпионата мира в весовой категории до 75 кг — в 1946 году в Париже (377,5 кг), в 1949 году в Схевенингене (397,5 кг) и в 1950 году в Париже (400 кг). Кроме того, в 1951 году в Милане выиграл бронзовую медаль (387,5 кг).
В 1951 году завоевал золотую медаль Средиземноморских игр в Александрии (342,5 кг).
В течение карьеры установил 18 мировых рекордов, 11 из них официально зарегистрированы.
Погиб 22 сентября 1956 года в египетском городе Хелуан от удара током, когда пытался починить электропроводку в своём доме.